# Héctor Moreno
Héctor Alfredo Moreno Herrera (născut pe 17 ianuarie 1988) este un fotbalist mexican profesionist care joacă pentru Monterrey din Liga MX și Echipa națională de fotbal a Mexicului ca fundaș central.
Moreno a fost un membru al Mexic (selecționata de fotbal sub 17) care a câștigat Campionatul Mondial 2005 ce a avut loc în Peru. A reprezentat, de asemenea, Mexic în 2010 și 2014  la Campionatul Mondial de Fotbal, precum și 2011 CONCACAF Gold Cup și 2013 Cupa Confederațiilor FIFA.

## Cariera de club

### UNAM
Hector Moreno s-a alăturat sistemului de tineret UNAM în 2003, la vârsta de 15 ani, și si-a format drumul în prima echipă după ce a câștigat la FIFA U-17 a Campionatului Mondial cu Mexic în 2005.
El si-a făcut debutul profesional în turneul Clausura 2006, facand parte ca suplinitor timp de 88 de minute, inlocuindu-l pe Gerardo Galindo în victoria de 1-0 de la Santos Laguna pe 22 ianuarie. El a jucat primul său meci de 90 de minute pe 12 februarie cu o victorie de 2-0 pe Veracruz, și a marcat primul său gol în săptămâna următoare cu o înfrângere de 1-3 la Cruz Azul. Moreno va încheia turneul în Clausura cu șase apariții în total. El își va asigura poziția ca titular.
Pentru Apertura 2007 Moreno va juca prima și singura dată în liga finală cu UNAM, pierzând cu Atlante la scor de 2-1.

### AZ Alkmaar
Pe 13 decembrie 2007, s-a anunțat că Moreno a fost transferat la clubul neerlandez AZ Alkmaar , pentru suma de NE$4,5 milioane. Și-a făcut debutul la Eredivisie  pe 1 martie 2008, cu o remiză de 1-1 împotriva Roda JC Kerkrade, jucând în toate cele 90 de minute. În aprilie 2009 Moreno a câștigat primul sau titlu la Eredivisie cu AZ. Pe 22 aprilie, a fost raportat că Moreno a semnat o prelungire a contractului cu AZ Alkmaar, care îl va ține legat de club până în 2014.
Pe 25 iulie, AZ a câștigat Super Cupa Neerlandeză, învingând SC Heerenveen cu scorul de 5-1 în Finală. Moreno și-a făcut debutul în Liga Campionilor pe 16 septembrie, cu o înfrângere de 0-1 cu Olympiacos. Pe 7 februarie 2010, Moreno a oferit echipei o victorie de 2-1 cu Feyenoord, marcând o lovitură de cap din corner în minutul 87. Moreno a marcat al treilea său gol al sezonului în victoria de 6-2 cu RKC Waalwijk pe 13 martie 2010. El ar fi obținut al patrulea său gol într-o victorie de 3-0 împotriva Willem II Tilburg pe 18 aprilie.

### Espanyol
Pe 22 iunie 2011,s-a anunțat că Moreno s-ar transfera la clubul spaniol RCD Espanyol pe un contract pe cinci ani pentru o sumă nedezvăluită.
Pe 28 august, Moreno și-a făcut debutul în La Liga împotriva Mallorca. Pe 26 septembrie, el a marcat primul său gol într-o înfrângere de 1-3 cu Levante UD. Pe 3 decembrie, el va înscrie al doilea său gol din ligă într-o înfrângere de 1-2 cu Valencia. Moreno a marcat al treilea său gol al sezonului într-o victorie de 3-1 împotriva Racing Santander.
Pe 4 octombrie 2012, Moreno a fost numit "Jucătorul Anului" pentru Espanyol în sezonul 2011-12 sezonul său de debut, jucând 35 jocuri în ligă, un total de 3295 minute de joc, și a marcat trei goluri cu un assist.
Înainte de a începe sezonul din 2014-15, s-a anunțat că Moreno ar fi în afara acțiunii timp de șase luni, din cauză că și-a rupt tibia stângă în timp ce juca pentru Mexic la Cupa Mondială 2014, care ar fi necesitat o intervenție chirurgicală și o perioadă de reabilitare. Se zvonea că accidentarea l-a împiedicat să semneze pentru clubul englez Manchester United în fereastra de transfer din vară. Moreno s-a întors după patru luni pe 14 noiembrie, în timpul unui amical împotriva Olympique de Marseille, înlocuindu-l pe Felipe Caicedo , în minutul 68 într-o eventuală victorie cu scorul de 2-1.
Moreno și-a inaugurat întoarcerea oficială cu Espanyol, pe 2 decembrie, ridicându-se de pe bancă pentru a-l înlocui pe Alvaro Gonzalez , în minutul 73, cu o victorie de 2-0  asupra echipei Alavés , în prima manșă din optimile de 32 din Copa del Rey.

### PSV Eindhoven
Pe 15 august 2015, PSV Eindhoven a anunțat semnarea lui Moreno. La întoarcerea în Eredivisie, Moreno a semnat un contract pe patru ani pentru 5 milioane de euro cu clubul.
Lui Moreno i-a fost înmânat un punct de plecare pentru debutul său și a jucat toate cele 90 de minute pentru o victorie de 6-0 cu Cambuur pe 12 septembrie. Trei zile mai târziu, în timpul deschiderii meciului PSV in Liga Campionilor  cu Manchester United, Moreno i-a rupt piciorul lui Luke Shaw , dupa o provocare de două picioare. El nu a fost sancționat pentru acea abordare asupra lui Shaw și a continuat să înscrie în minutul 47 o egalare pentru PSV  în timp ce s-au dus pentru a învinge Manchester United cu 2-1. Ulterior, el a fost numit de UEFA Omul Meciului.
Pe 17 ianuarie 2016, Moreno a marcat pentru PSV o victorie de 2-0 contra Feyenoord. O săptămână mai târziu, el a marcat primul său dublu în timp ce PSV a învins - Twente cu 4-2.
Pe 8 Mai, Moreno a jucat toate cele 90 de minute în înfrângerea lui PSV cu PEC Zwolle  cu scorul de 3-1 la final de meci ca să fie încoronat campionilor Eredevisie.

### Roma
Pe 13 iunie 2017, Serie A parte AS Roma a anunțat că a semnat pentru Moreno.

## Cariera internațională

### Mexic U-17
Moreno a fost chemat să participe la 2005 FIFA U-17 la Cupa Mondială din Peru. Mexic câștigat turneul, învingând Brazilia în finală cu 3-0.

### Mexic U-20
În primul joc cu echipa națională din Mexic contra  Gambia la 2007 FIFA U-20 World Cup, el a jucat ca mijlocaș defensiv și a marcat al doilea gol pentru echipa Mexicului în a doua jumătate. Mexic a câștigat meciul cu 3-0, cu alte goluri, respectiv prin Giovani Dos Santos și Javier Hernandez. Mexic ar fi câștigat grupa lor, dar ar fi fost eliminată din sferturile de finală.

### Echipa nationala a Mexicului
Moreno și-a făcut debutul cu Echipa națională de fotbal a Mexicului pe 17 octombrie 2007, într-un meci amical împotriva Guatemala.
El a fost o parte din lista de 23 de oameni care ar participa la 2010 FIFA World Cup. Și-a făcut debutul în Grup Un meci împotriva Franței , pe 17 iunie, unde Mexic a castigat cu 2-0. Moreno ar fi inceput, de altfel, împotriva Uruguay.
Moreno a fost parte din echipa națională care a câștigat 2011 CONCACAF Gold Cup, jucand in toate meciurile Mexicului, precum și Finală împotriva Statelor Unite, pe care Mexic a câștigat-o cu 4-2.
Pe 12 iunie 2012, Moreno a marcat primul său gol pentru Mexic cu 2-1 impotriva El Salvador într-un meci de calificare la Cupa Mondială.
Pe 5 iunie 2014, Miguel Herrera l-a selectat pe Moreno in finala din lista de 23-jucatori de echipa pentru 2014 FIFA World Cup. Pe 29 iunie, în meciul cu Runda a 16 împotriva Țărilor de Jos, Moreno a suferit o fractură de tibie, după o coliziune cu atacantul neerlandez Arjen Robben , în propria sa zona de penalty. Moreno a stat întins pe teren câteva minute înainte de pauză și a fost înlocuit de Diego Reyes. Mai tarziu s-a raportat că a fost de așteptat ca Moreno să fie exclus din actiune timp de până la șase luni.
Pe 27 iunie 2015, în timpul meciului amical al lui Mexic cu Costa Rica, Moreno a fost înlocuit la pauză după ce s-a plâns de durere. Pe 1 iulie, Mexican Federația de Fotbal a anunțat ca Moreno ar fi exclus din viitoarul turneu CONCACAF Gold Cup,  după o operație de succes la piciorul drept, care a derivat din cauza unor complicatii legate de o procedură suferita cu șase ani înainte, în urma unei accidentări la al cincilea metatarsian. El a fost înlocuit cu Oswaldo Alanís.
| Performanta clubului | Performanta clubului | Performanta clubului | Liga     | Liga   | Cupa         | Cupa         | Continental     | Continental     | Total    | Total  |
| Sezon                | Club                 | Liga                 | Aparitii | Goluri | Aparitii     | Goluri       | Aparitii        | Goluri          | Aparitii | Goluri |
| Mexico               | Mexico               | Mexico               | Liga     | Liga   | Cupa         | Cupa         | America de Nord | America de Nord | Total    | Total  |
| -------------------- | -------------------- | -------------------- | -------- | ------ | ------------ | ------------ | --------------- | --------------- | -------- | ------ |
| 2005–06              | UNAM                 | Primera División     | 6        | 1      | —            | —            | 4               | 0               | 10       | 1      |
| 2006–07              | UNAM                 | Primera División     | 16       | 0      | —            | —            | —               | —               | 16       | 0      |
| 2007–08              | UNAM                 | Primera División     | 22       | 1      | —            | —            | —               | —               | 22       | 1      |
| Țările de Jos        | Țările de Jos        | Țările de Jos        | Liga     | Liga   | Cupa KNVB    | Cupa KNVB    | Europa          | Europa          | Total    | Total  |
| 2007–08              | AZ                   | Eredivisie           | 8        | 1      | —            | —            | —               | —               | 8        | 1      |
| 2008–09              | AZ                   | Eredivisie           | 15       | 0      | 1            | 1            | —               | —               | 16       | 1      |
| 2009–10              | AZ                   | Eredivisie           | 30       | 4      | 1            | 0            | 6               | 0               | 37       | 4      |
| 2010–11              | AZ                   | Eredivisie           | 27       | 1      | —            | —            | 8               | 0               | 35       | 1      |
| Spania               | Spania               | Spania               | Liga     | Liga   | Copa del Rey | Copa del Rey | Europa          | Europa          | Total    | Total  |
| 2011–12              | Espanyol             | La Liga              | 35       | 3      | 4            | 0            | —               | —               | 39       | 3      |
| 2012–13              | Espanyol             | La Liga              | 32       | 2      | 1            | 0            | —               | —               | 33       | 2      |
| 2013–14              | Espanyol             | La Liga              | 32       | 1      | 5            | 0            | —               | —               | 37       | 1      |
| 2014–15              | Espanyol             | La Liga              | 19       | 1      | 10           | 0            | —               | —               | 29       | 1      |
| Țările de Jos        | Țările de Jos        | Țările de Jos        | Liga     | Liga   | Cupa KNVB    | Cupa KNVB    | Europa          | Europa          | Total    | Total  |
| 2015–16              | PSV                  | Eredivisie           | 29       | 4      | 2            | 1            | 8               | 1               | 39       | 6      |
| 2016–17              | PSV                  | Eredivisie           | 32       | 7      | 1            | 0            | 6               | 0               | 39       | 7      |
| Total                | Mexico               | Mexico               | 44       | 2      | —            | —            | 4               | 0               | 48       | 2      |
| Total                | Țările de Jos        | Țările de Jos        | 140      | 17     | 7            | 2            | 28              | 1               | 175      | 20     |
| Total                | Spania               | Spania               | 118      | 7      | 20           | 0            | —               | —               | 138      | 7      |
| Cariera totala       | Cariera totala       | Cariera totala       | 302      | 26     | 27           | 2            | 32              | 1               | 361      | 29     |

### Internaționale
| Echipa Nationala a Mexicului | Echipa Nationala a Mexicului | Echipa Nationala a Mexicului |
| An                           | Aplicații                    | Obiectivele                  |
| ---------------------------- | ---------------------------- | ---------------------------- |
| 2007                         | 1                            | 0                            |
| 2008                         | 1                            | 0                            |
| 2009                         | 1                            | 0                            |
| 2010                         | 12                           | 0                            |
| 2011                         | 14                           | 0                            |
| 2012                         | 9                            | 1                            |
| 2013                         | 11                           | 0                            |
| 2014                         | 8                            | 0                            |
| 2015                         | 7                            | 0                            |
| 2016                         | 10                           | 1                            |
| 2017                         | 5                            | 0                            |
| Total                        | 79                           | 2                            |

Statistici corecte dupa meciurile jucate pe 11 iunie 2017

### Goluri internationale
Scoruri și rezultate lista Mexic concordanța scop în primul rând.
| Scopul | Data              | Locul de desfășurare                         | Adversar    | Scor | Rezultat | Campionat                             |
| ------ | ----------------- | -------------------------------------------- | ----------- | ---- | -------- | ------------------------------------- |
| 1.     | 12 iunie 2012     | Estadio Cuscatlán, San Salvador, El Salvador | El Salvador | 2-1  | 2-1      | 2014 FIFA World Cup de calificare     |
| 2.     | 2 septembrie 2016 | Estadio Cuscatlán, San Salvador, El Salvador | El Salvador | 1-1  | 3-1      | FIFA 2018 Cupa Mondială de calificare |

- Eredivisie: 2008-09
- Johan Cruijff Scut: 2009

PSV
- Eredivisie: 2015-16

### Internaționale
Mexic U-17
- FIFA U-17 a Campionatului Mondial: 2005
- CONCACAF Gold Cup: 2011
- CONCACAF Cupa: 2015

## Link-uri externe
- Espanyol oficial de profil Arhivat în 11 august 2011, la Wayback Machine.
- Moreno.html Héctor Moreno pe site-ul National-Football-Teams.com
- Héctor Moreno pe site-ul FIFA (arhivat)